# HMS Captain (1869)

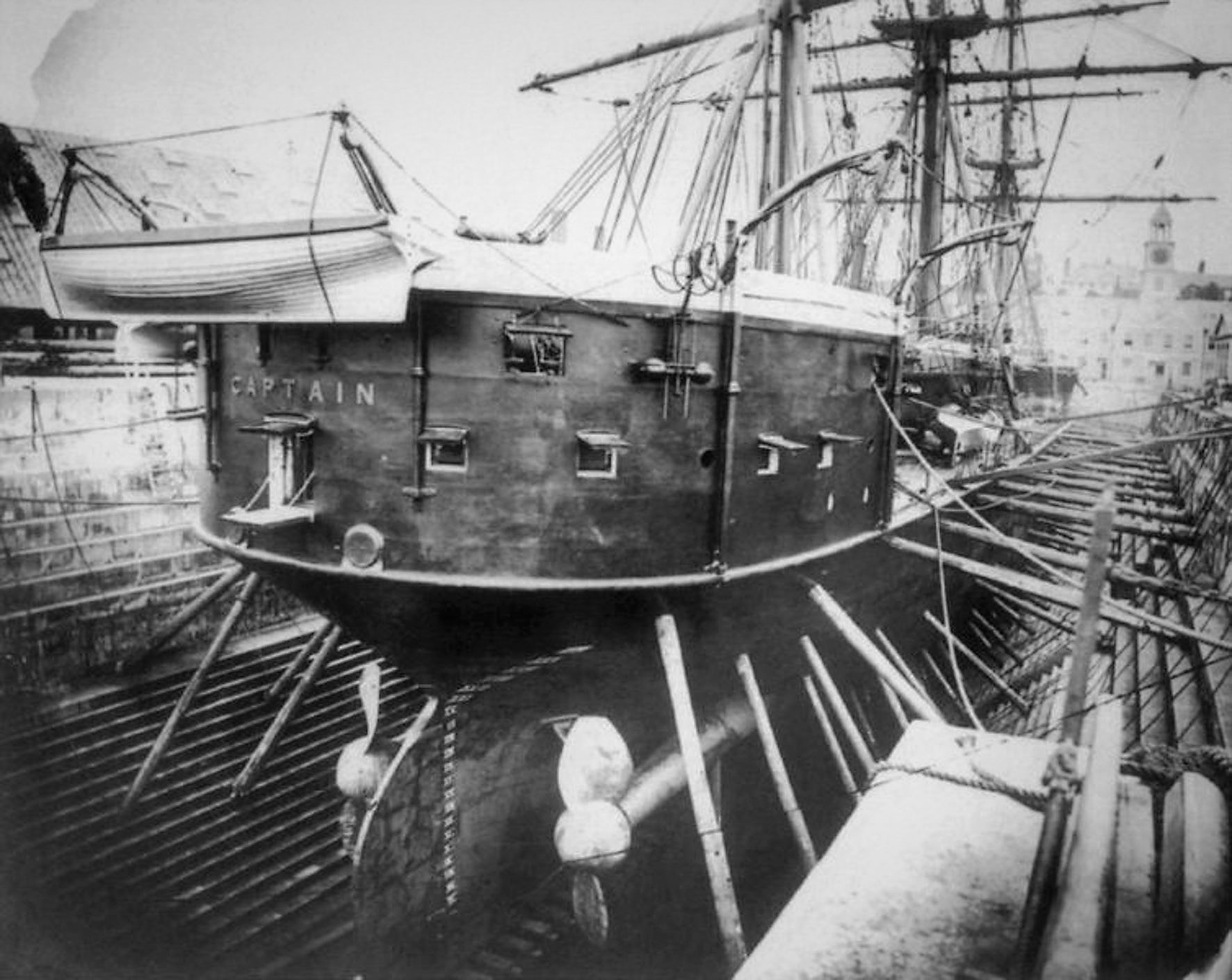
HMS Captain in een droogdok

De HMS Captain was een revolutionair schip dat was uitgerust met masten en een geschutskoepel. Het werd ontworpen voor de Royal Navy en tewatergelaten in 1869. Het jaar daarop kapseisde het schip door een laag vrijboord en gebrekkige stabiliteit, waarbij bijna 500 man omkwamen.

## Achtergrond
De voorgeschiedenis van de Captain gaat terug tot de Krimoorlog en de ervaringen van de Britse kapitein Cowper Phipps Coles in 1855. Coles en een groep van Britse zeelieden bouwden een klein schip met kanonnen beschermd met een geschutskoepel, waarna ze dit schip, de Lady Nancy, gebruikten om de Russische stad Taganrog in de Zwarte Zee te bombarderen. Het schip bleek een groot succes en Coles patenteerde zijn draaiende koepel na de oorlog. Hierna bestelde de Britse admiraliteit een prototype van Coles’ ontwerp. Deze koepel werd in de Trusty ingebouwd in 1861.
De testen met de Trusty maakten indruk op de admiraliteit, zodat een kustbewakingsschip gebouwd werd, de Prince Albert en een houten 121-kanonnen first rate linieschip in aanbouw, de HMS Royal Sovereign, werd omgebouwd met geschutskoepels. De Prince Albert werd uitgerust met vier koepels met enkele 12-tons 9-inch kanonnen en een 4,5 inch dik gordelpantser. De Royal Sovereign had vijf 10,5-inch 12,5-tons kanonnen in één dubbele en drie enkele koepels.
Beide schepen hadden gladde dekken met slechts een noodtuigage en konden alleen dienen voor kustbewaking. De admiraliteit had echter zeegaande schepen nodig om het wereldwijde Britse rijk te beschermen. Helaas voor Coles waren de stoommachines in die tijd daarvoor niet toereikend en hadden deze schepen ook zeilen nodig. Het combineren van tuigage, masten en geschutskoepels bleek lastig, zonder dat het tuigage het schootsveld van de kanonnen belemmerde. Toen Coles in 1859 een schip met masten en tien koepels voorstelde, was het hoofd scheepsbouw, Sir Edward Reed, tegen. Beide mannen lobbyden vervolgens bij zowel politici als bij de pers.
Begin 1863 gaf de admiraliteit toestemming aan Coles om samen te werken met Nathaniel Barnaby, hoofd van de scheepsbouwafdeling, aan het ontwerp van een getuigd schip met twee geschutskoepels en drie driepootmasten. In juni 1863 staakte de admiraliteit de bouw totdat de testen met de Royal Sovereign voltooid waren.
In 1864 werd begonnen met een tweede project: een getuigd schip met slechts één geschutskoepel, gebaseerd op de HMS Pallas.
Het jaar daarop werd door een comité dat was ingesteld door de admiraliteit om het nieuwe ontwerp te bestuderen, geconcludeerd dat de geschutskoepel gebruikt moest worden, maar dat Coles’ enkele koepelontwerp een ontoereikend schootsveld had. Het comité stelde een volledig getuigd schip voor met twee koepels. Dit voorstel werd geaccepteerd door de admiraliteit en er werd met de bouw begonnen van de HMS Monarch. De twee koepels van de Monarch werden uitgerust met elk een enkel 25-tons 12-inch kanon.
Verbijsterd door de beslissing om het ontwerp van zijn voorstel te stoppen, begon Coles een zware campagne tegen de Monarch, waarbij hij Spencer Robinson aanviel en diverse andere leden van het comité en de admiraliteit. Hij klaagde zo uitbundig dat zijn contract als consulent van de admiraliteit in januari 1866 werd beëindigd. Op 1 maart werd hij opnieuw aangenomen nadat hij gepleit had verkeerd begrepen te zijn. Daarnaast lobbyde Coles de pers en het parlement, zodat de admiraliteit uiteindelijk gedwongen werd hem toe te staan zijn ontwerp met twee geschutskoepels te bouwen.

## Ontwerp en bouw
In mei 1866 informeerde Coles de admiraliteit dat hij de Laird Brothers’ Merseyside werf had gekozen om het oorlogsschip te laten bouwen. Deze werf had al verscheidene succesvolle pantserschepen gebouwd en waren enthousiast om de uitdaging aan te gaan om een schip te bouwen naar Coles’ specificaties. Om te voorkomen dat het tuigage beschadigd zou raken als de kanonnen erdoorheen zouden schieten, werd dit bevestigd op een platform boven de geschutskoepels.
Het ontwerp voorzag in een laag vrijboord en Coles’ schatte dit 2,4 meter. Zowel Robinson als Reed bracht bezwaar naar voren. Robinson merkte op dat het lage vrijboord het kanonnendek kon laten vollopen en Reed bekritiseerde het ontwerp, omdat het te zwaar zou zijn en een te hoog zwaartepunt zou hebben. Vooral dit laatste zou een probleem worden, volgens hem, omdat er een groot zeiloppervlak was voorzien. Terwijl het ontwerp de voltooiing naderde schreef John Packington, First Lord of the Admiralty, op 23 juli 1864 naar Coles om toestemming te geven voor de bouw van het schip, waarbij hij aangaf dat de verantwoordelijkheid bij Coles en de bouwers lag.
In november 1864 werd het contract voor de HMS Captain goedgekeurd. De kiellegging was op 30 januari 1867 bij Cammell Laird, Birkenhead, Engeland, de tewaterlating op 27 maart 1869 en de indienststelling in maart 1870.
Onvoldoende toezicht op de gewichten tijdens de bouw – deels door langdurige ziekte van Coles – resulteerden in een gewichtstoename van 735 long ton (747 ton). Het ontwerpvrijboord was slechts 2,4 meter en het extra gewicht reduceerde dit tot 2 meter. Het zwaartepunt kwam tijdens de bouw ook zo’n 25 centimeter hoger te liggen. Reed stelde de problemen met het vrijboord en het zwaartepunt aan de kaart en noemde het schip onveilig, maar zijn bezwaren werden tijdens de proefvaarten verworpen.
De Captain werd op 30 april 1870 in dienst genomen onder kapitein Hugh Talbot Burgoyne, VC. Tijdens proefvaarten in de maanden daarna leek de Captain volledig te voldoen aan de beloften van Coles en werden steeds meer mensen overtuigd. In proefvaarten tegen de Monarch presteerde de Captain goed en voer in juli en augustus naar Vigo, Spanje en Gibraltar.

## De ramp
Kort na middernacht op 7 september 1870, uit de kust bij Kaap Finisterre, als onderdeel van een squadron van elf schepen, helde de Captain over door de kracht van de wind op de 4600 m² zeil. Nog voordat de order van de kapitein om het topzeil weg te nemen, uitgevoerd kon worden, nam de slagzij toe en kapseisde het schip, waarbij 480 man omkwamen, inclusief Coles zelf. De First Lord of the Admiralty en de Under-Secretary of State for War verloren beide zonen in de ramp. Slechts achttien bemanningsleden overleefden de ramp.
Het daaropvolgende onderzoek onder Sir James Hope vond plaats aan boord van de HMS Duke of Wellington in de haven van Portsmouth. Het was al afwijkend voor de admiraliteit om wetenschappelijk advies in te winnen, maar de eminente ingenieurs William Thomson (later Lord Kelvin) en William John Macquorn Rankine werden aangesteld voor het onderzoek. De conclusie was dat het schip niet voldoende stabiliteit had. Bij een slagzij van 14°, waarbij het dek onder water raakte, was het richtend koppel slechts 1,2 MNm. De HMS Monarch, het schip voorgesteld door het comité in 1865 en ontwerpen door Reed, die aanwezig was bij het zinken, had een richtend koppel van 20 MNm bij dezelfde hoek. Het onderzoek concludeerde dat de Captain was gebouwd door de verheerlijking van de publieke opinie en tegen de overtuiging van de scheepsbouwafdeling.
Naar aanleiding van de ramp, traden zowel Reed als Robinson af.

## Onderzoek
Het verlies van het schip heeft geleid tot bezorgdheid over de stabiliteit van dit soort schepen. Een commissie werd ingesteld om te bepalen of een vergelijkbaar schip in aanbouw, maar dan zonder masten, de HMS Devastation veilig zou zijn. Besloten werd de bouwplannen aan te passen. De HMS Devastation kreeg boven de gepantserde borstwering een extra ongepantserde aanbouw tot de zijkanten van het schip. Hiermee werd de stabiliteit bij zware slagzij verbeterd en had als nevenvoordeel dat er extra accommodatie voor de bemanning beschikbaar kwam.